# 流通加工
流通加工（りゅうつうかこう、英：Distribution processing）は、流通の段階において、商品の価値を高める目的で種々の加工を施すこと。加工作業は主に倉庫や物流センターで行われる。自動化が難しく、多くの人手を要する作業もある。

## 流通加工の例
- 包装、梱包、封入
- 検品
- 組立て
- 補修
- ハンガー掛け
- 小分け - 大容量の容器から、販売に適した大きさの容器に詰め替えること。
- タグ付け、ラベル貼り - 値札や、衣料品の洗濯表示などを取り付けること。
- 検針 - 衣料品において、製品に針が残っていないか検査すること。
- セット組み - 複数の商品を箱詰めして、贈答品などの詰合せを構築すること。